# Troglogenion zapoteca
Troglogenion zapoteca là một loài bọ cánh cứng trong họ Tenebrionidae. Loài này được R. L. Aalbu miêu tả khoa học đầu tiên năm 1985.